# Kloster Klein-Mariazell

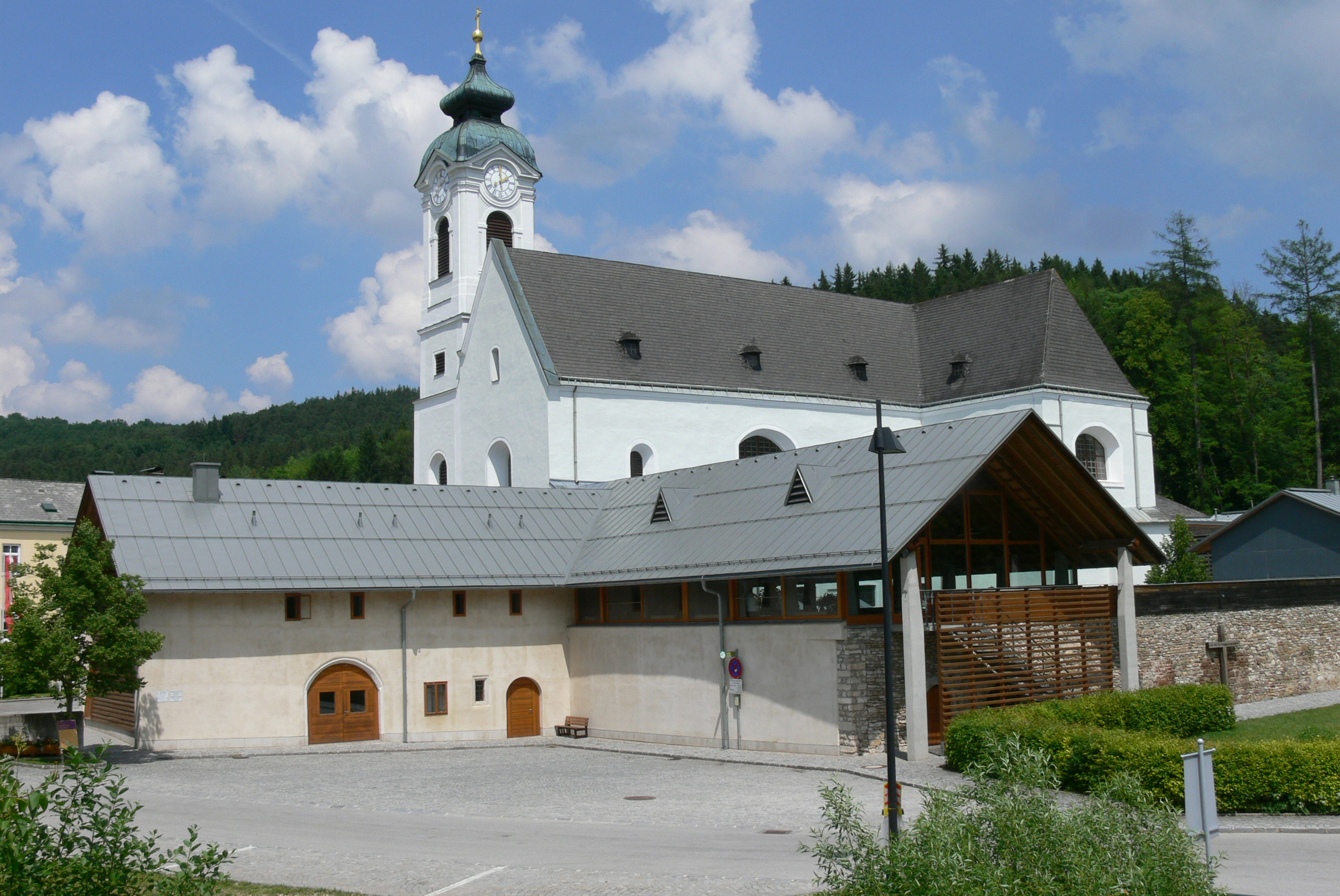
Kloster Klein-Mariazell

Das Kloster Klein-Mariazell war ursprünglich ein Stift der Benediktiner in der Klostersiedlung Klein-Mariazell in der Marktgemeinde Altenmarkt an der Triesting in Niederösterreich. Nachdem das Kloster 1782 aufgehoben und das ehemalige Klostergebäude 1964 weitgehend geschleift worden war, wurde nach mehr als 200-jähriger Unterbrechung in den 2000er Jahren die klösterliche Tradition durch den Bau eines neuen Klostergebäudes wieder aufgenommen. Die Reste des ehemaligen Klostergebäudes stehen unter Denkmalschutz.

## Geschichte
Unter dem babenbergischen Markgrafen Leopold III. dem Heiligen (1073–1136) wurde das Stift Klosterneuburg (1108), das Stift Heiligenkreuz (1133) und das Stift Klein-Mariazell (1136) gegründet. Die Stiftskirche Basilika Klein-Mariazell hatte als Gründungsbau ein Langhaus mit Chorquadrat und ein nördliches Seitenschiff mit einer Rundapsis und wurde Ende des 12. / Anfang des 13. Jahrhunderts zum damaligen Typus einer dreischiffigen Basilika im gebundenen System mit Querhaus, Chorquadrat und drei Apiden ausgebaut.
Das Kloster erreichte durch die randständige geografische Lage und aufgrund seiner schwierigen wirtschaftlichen Situation und aufgrund wiederholter Zerstörungen und Krisen eine relativ geringe Bedeutung. Die Wallfahrtsroute von Wien zur Basilika von Mariazell in der Steiermark führte ab dem 18. Jahrhundert hauptsächlich über das Stift Heiligenkreuz und dem Triestingtal folgend über Lilienfeld und Annaberg nach Mariazell und führte seltener durch das Klein-Mariazeller Seitental. Eine letzte Blüte erreichte das Kloster unter Abt Jacob Pach (1752–1782), welcher die Stiftskirche barockisierte, und endete 1782 mit der Aufhebung des Klosters unter dem Kaiser Joseph II.
Nach der Aufhebung des Klosters wurden 1794 wesentliche Besitzungen wie Weingärten bei Mödling, Sooß, Baden und Pfaffstätten verkauft. 1825 erfolgte die Versteigerung des Klosters und wurde anschließend als Schloss genutzt. Ab 1940 diente es als Umsiedlungslager, und 1964 wurde das ehemalige Klostergebäude wegen Baufälligkeit weitgehend abgerissen.
Anfang der 2000er Jahre fand die Wiederbesiedelung durch die 1982 gegründete und seit 2003 in der Erzdiözese Wien ansässige Gemeinschaft Brüder Samariter der Flamme der Liebe des Unbefleckten Herzens Mariens (FLUHM) statt. 2004 begann der Bau eines neuen Klostergebäudes mit sechs Wohneinheiten.